# Борлешть (Арджеш)
Борлешть, Борлешті (рум. Borlești) — село у повіті Арджеш в Румунії. Входить до складу комуни Мерішань.
Село розташоване на відстані 119 км на північний захід від Бухареста, 12 км на північний захід від Пітешть, 102 км на північний схід від Крайови, 102 км на південний захід від Брашова.

## Населення
За даними перепису населення 2002 року у селі проживали 596 осіб.
Національний склад населення села:
| Національність | Кількість осіб | Відсоток |
| -------------- | -------------- | -------- |
| румуни         | 581            | 97,5%    |
| цигани         | 15             | 2,5%     |

Рідною мовою назвали:
| Мова      | Кількість осіб | Відсоток |
| --------- | -------------- | -------- |
| румунська | 581            | 97,5%    |
| циганська | 15             | 2,5%     |